# Бърлингтън (Върмонт)
Вижте пояснителната страница за други значения на Бърлингтън.
Бърлингтън (на английски: Burlington) е град в щата Върмонт, Съединени американски щати, административен център на окръг Читъндън. Намира се на източния бряг на езерото Шамплейн. Градът е най-големият в щата с население 42 239 души (по приблизителна оценка за 2017 г.).
В Бърлингтън е родена Грейс Кулидж, съпруга на президента Калвин Кулидж.
Един от големите заводи на IBM за микроелектроника се намира близо до Бърлингтън. През 2015 г. заводът е предаден на фирмата GlobalFoundries. Тя поема масовото производство на някои от чиповете, които IBM проектира и влага в компютрите си. Заводът предоставя хиляди работни места за жителите на малкия щат.